# 木村悟志
木村 悟志（きむら さとし、1988年11月1日 - ）は、大相撲の幕下格行司である。本名は前田 悟志（まえだ さとし）。高砂部屋所属。

## 人物
山口県宇部市出身。宇部市立東岐波中学校卒業。その後高校に進学するが、高校在学中から、将来は野球の審判か相撲の行司になることを志し、高校2年の時に高砂部屋に行司枠が空いたことを機に入門した。
行司としての主な役割の他、場内アナウンスや裏方の業務などをこなしている。

## 履歴
- 2006年（平成18年）5月場所 - 初土俵。行司として採用。
- 2006年（平成18年）7月場所 - 序ノ口格として番付に初掲載。
- 2009年（平成21年）1月場所 - 序二段格昇進。
- 2011年（平成23年）1月場所 - 三段目格昇進。
- 2015年（平成27年）1月場所 - 幕下格昇進。